# Donny & Marie
Donny & Marie (Originaltitel: Donny & Marie) ist eine US-amerikanische Varieté-Show, in der die Geschwister Donny und Marie Osmond, die schon zuvor als Sänger tätig waren, die Moderation übernahmen und somit zu den jüngsten Moderatoren aller Zeiten gehören. Die Serie wurde in den USA von Januar 1976 bis Mai 1979 auf ABC ausgestrahlt. In Großbritannien wurde sie Sonntagnachmittags auf BBC1 als The Osmonds angekündigt.

## Handlung
Donny & Marie war eine Freitagabendshow, die aus einem Eislauf-Nummern-Intro, Comedy-Sketchen und anschließenden Liedern von Donny und Marie Osmond bestand. Das berühmteste Lied, das in der Show gesungen wurde, war „I’m a Little Bit Country, I’m a Little Bit Rock and Roll“. Jede Episode endete mit einer Kaskade von Luftballons von der Decke, abgestimmt auf die Farben der Bühnenbilder und Kostüme. Das Duo sang dann ihr typisches Schlusslied namens „May Tomorrow Be a Perfect Day“, das von Alan Osmond geschrieben wurde. Gelegentlich wurden in der Show eine etwa 15-minütige musikalische Adaption berühmter Spielfilme wie „Star Wars“ und „Der Zauberer von Oz“ mit einer Mischung aus Originaldarstellern und prominenten Gaststars gezeigt.

## Hintergrund

### Einstellungsgrund
Die Popularität der Serie ging in den letzten beiden Staffeln zurück, nachdem bekannt wurde, dass Donny Osmond mit Debbie Glenn, einer Landsfrau aus Utah, ausging und sie schließlich heiratete, wodurch er „vom Markt“ der in Frage kommenden Junggesellen verdrängt wurde. Laut einer Ausgabe der VH1-Serie „Behind the Music“ begannen viele weibliche Zuschauer zu diesem Zeitpunkt die Serie nicht mehr anzusehen. In der letzten Staffel bekam die Show auch einen Formatwechsel, bei dem Segmente wie die Eiskunstläufer und Country/Rock-n-Roll-Elemente zugunsten eher konzertartiger Disco-Nummern gestrichen wurden. Mitten in der Staffel wurde die Show auch in „The Osmond Family Show“ umbenannt und vom Freitagabend-Zeitfenster, das sie seit ihrem Debüt innehatte, auf Sonntagabend verschoben. Das Genre der Varieté befand sich zu dieser Zeit ebenfalls in einer großen Niedergangsphase. Die Osmonds selbst sahen sich gleichzeitig mit einem Rückgang ihrer Popularität im Musikbereich konfrontiert und ihr 1979 von der Disco beeinflusstes Album „Steppin' Out“ war ein kommerzieller Flop. Zudem hatte das Duo die ihnen angebotenen Rollen im späteren Erfolgsfilm Grease abgelehnt, um während einer Drehpause der Serie im Frühjahr 1978 in Goin Coconuts mitzuspielen, worin sie in eine fiktive Version ihrer selbst porträtierten. Der stellte sich später als Flop an den Kinokassen heraus. 

### Remakes usw.
In der TV-Staffel 1980–1981 war Marie Osmond mit einem derzeit modischen Bob-Mackie-Makeover zu sehen und spielte die Hauptrolle in ihrer eigenen Solo-Varieté-Serie auf NBC namens Marie, die ebenfalls auf Silvermans Geheiß produziert wurde und versuchte, einem ähnlichen Format zu folgen. Es handelte sich um einen Ersatz der richtigen Show mit einem Vertrag über nur sieben Episoden.
Die Geschwister traten 1998 erneut zusammen auf, um gemeinsam die zwei Staffeln umfassende Talkshow Donny & Marie (auch bekannt als The Donny and Marie Hour und The Donny and Marie Show) zu moderieren. Das Duo tritt weiterhin live auf, zuletzt im Rahmen einer Langzeitresidenz im „Flamingo Las Vegas“.

### Merchandising
- Im August 1977 kamen Puppen zu Donny und Marie mit einem dazugehörigen Spielset „TV Studio“ auf den Markt.
- Ein drahtloses Spielzeugmikrofon von Donny und Marie, das auf AM-Radiofrequenzen sendete, wurde 1977 herausgebracht. Das Design basierte auf den weißen Shure SM61-Mikrofonen, die in der Show verwendet wurden.
- Tiger Beat veröffentlichte während der Zeit, in der die Serie lief, ein Donny & Marie-Magazin, das sich auf das Privatleben der beiden Sänger sowie häufige Profile anderer Mitglieder der Osmond-Familie konzentrierte. Das Magazin, das ungefähr zur gleichen Zeit endete wie die Fernsehserie, wurde mit Unterstützung der Familie veröffentlicht und enthielt Werbung für Osmond-bezogene Waren.

### Produktionshinweise
Die Show wurde ursprünglich für Sid und Marty Krofft kreiert und in Los Angeles in den KTLA Studios (zu dieser Zeit bekannt als Golden West Videotape Division; heute bekannt als Old Warner Brothers Studio) auf Video aufgezeichnet, aber die kreative Kontrolle über die Show wurde den Geschwistern übertragen. Nach einem langwierigen Kampf wurden Donny und Marie im November 1977 in die Osmond Studios (bekannt als Osmond Entertainment Center) in Orem, Utah verlegt.
Die Show belegte den 35. Platz von 104 Shows für die Saison 1977 bis 1978 mit einer durchschnittlichen Bewertung von 19,3 und den 63. Platz von 114 Shows für die Saison 1978 bis 1979 mit einer durchschnittlichen Bewertung von 16,3 von 28 Punkten.
Zudem spielten zwei Miss Americas als Gaststars in der Serie mit: Susan Perkins, die 1978 den Preis verliehen bekam und Kylene Barker, die 1979 die Ehrung erwarb.